# 포스닥
포스닥(POSDAQ)은 1999년 7월 개장한 사이버정치증권시장이자 대한민국의 벤처 기업이다. 포스닥이라는 이름은 정치의 영단어 폴리틱스(politics)와 주식의 영단어 (KOSDAQ)을 합쳐서 붙여졌다. 대표는 신철호이며 이 그룹의 설립자이기도 하다.
정치인들의 주식을 인터넷에서 거래하는 정치증권시장으로서 1999년 7월 1일 정식으로 개장하여 실제 증권시장의 거래방식처럼 가상공간에서 제공하는 100만원으로 종목을 사고 판다. 종목은 김대중 대통령을 비롯해 각료 20명과 국회의원 299명 전원이며 정치인들의 활동상에 따라 지수가 등락한다.
포스닥은 정치인들의 온라인 및 오프라인의 동시 후원회를 개최하고 인터넷을 통한 정치 자금 개혁 캠페인 등을 추진하였다. 월스트리트저널과 NHK, BBC, USA투데이 등 20여개 국가의 언론에 보도되어 미디어 집중을 받았다.
조선민주주의인민공화국의 전 국방위원장 김정일의 주식이 상장되기도 했으며, 많은 네티즌의 관심을 받았다.